# Planta ornamental

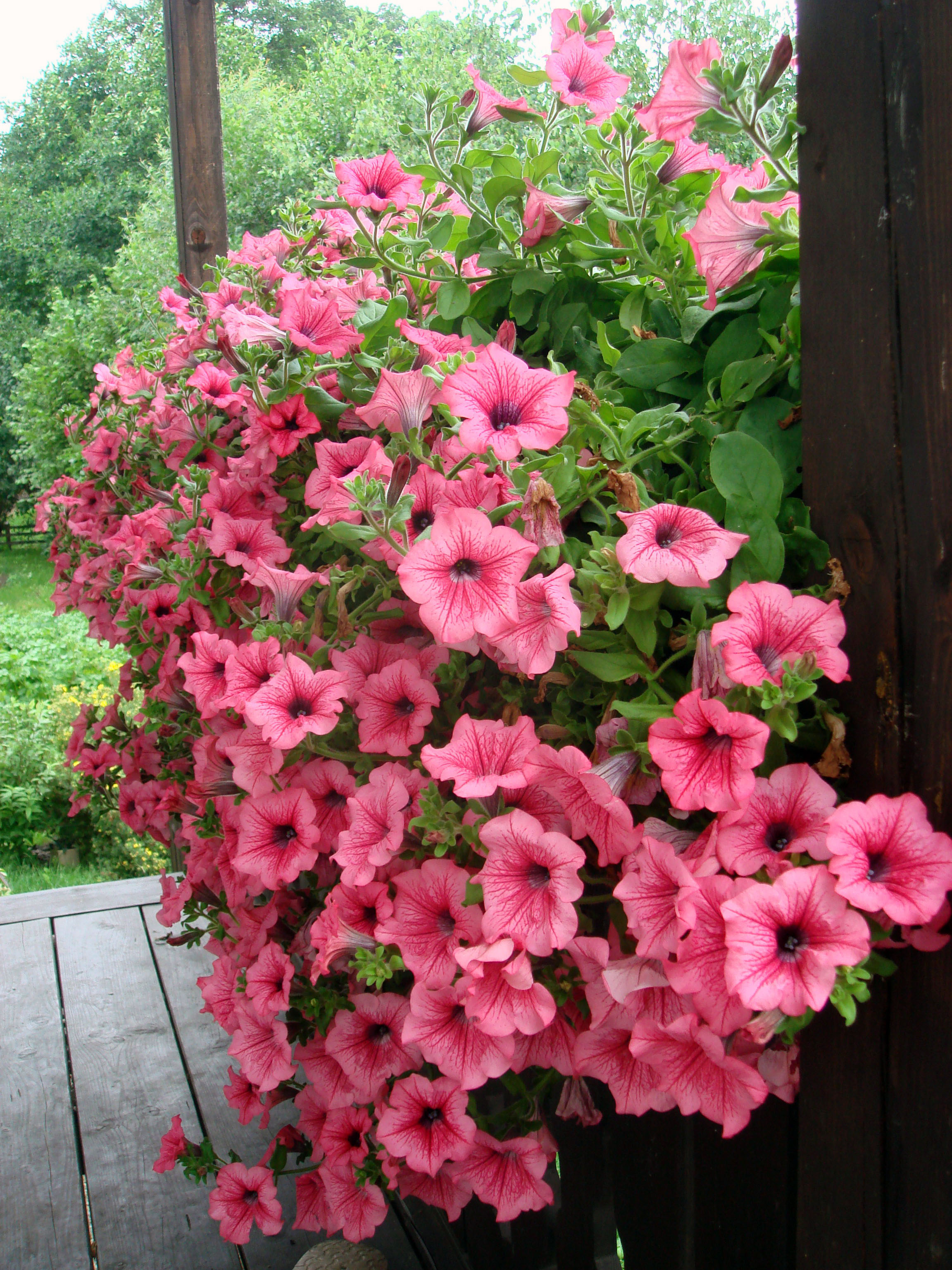
Petunia: um exemplo de planta ornamental

Planta ornamental são plantas cultivada por sua beleza. São muito usadas na arquitetura de interiores e no paisagismo de espaços externos. Há indícios de que, desde os primórdios da humanidade, algumas espécies, como o lírio-branco (Lilium candidum), eram cultivadas para esse fim (o lírio-branco, especificamente, foi registrado em pinturas da Civilização Minoica, sendo este o registro mais antigo de cultivo desta espécie).

## História
As espécies ornamentais foram selecionadas pelos humanos a partir de caracteres visualmente atraentes, como flores e inflorescências vistosas, coloridas e perfumadas, folhagem de cores e texturas distintas, formato do caule, ou por seu aspecto geral. Ao longo do tempo, os homens perceberam que poderiam aprimorar qualidades desejáveis em uma planta a partir de cruzamentos entre indivíduos particularmente bem dotados. Assim, começaram a surgir novas variedades, com novas cores, flores maiores e mais duráveis, mais resistência ao clima ou a predadores. As rosas, cultivadas há milênios no Oriente Médio, já não se apresentam mais em seu estado original, mas a imensa variedade de formas e híbridos obtidos ao longo de todos esses anos de cultivo são sintomáticos da capacidade humana de transformar a natureza para atender suas necessidades.
A descoberta pelos europeus da América em 1492 trouxe, ao Velho Mundo, uma nova fonte de plantas ornamentais completamente diferentes das que se cultivavam havia milênios no Velho Mundo. Bromélias, orquídeas, aráceas e muitas outras foram prontamente levadas à Europa e se tornaram extremamente populares. As expedições ao Sudeste Asiático a partir do século XVI revelaram, aos europeus, outra grande fonte de espécies desconhecidas e exóticas que até hoje concorrem com as espécies americanas em popularidade nas estufas e jardins tropicais.
A demanda por plantas ornamentais americanas abriu brecha para a coleta indiscriminada e o tráfico de plantas, que, quando não extinguiu, reduziu drasticamente as populações naturais de tais espécies. Algumas, por outro lado, adaptaram-se perfeitamente aos novos ambientes em que foram introduzidas e tornaram-se plantas daninhas. Apesar de a coleta ilegal ser ainda praticada, as plantas ornamentais são, hoje, cultivadas em fazendas e movimentam um mercado bilionário no mundo inteiro. O crescimento mundial da demanda por plantas ornamentais só faz crescer o seu cultivo. Algumas cidades brasileiras, como Holambra ou Suzano, têm, na produção de plantas ornamentais, uma de suas principais atividades econômicas. Alguns exemplos dessas plantas são bromélias-de-sol, agaves e palmeiras de interiores.

## Problemas ecológicos
A domesticação de plantas e animais em larga escala é um fator histórico de degradação da biodiversidade, gerando a seleção artificial de espécies, ou seja: alguns seres vivos são selecionados e protegidos pelo homem em detrimento de outros.